# جورج غودفري (ملاكم مواليد 1853)
جورج غودفري (بالإنجليزية: George Godfrey)‏ مواليد 20 مارس 1853 في تشارلوت تاون - الوفاة 17 أكتوبر 1901 في رفير، كان ملاكم كندي صنّف ضمن فئة الوزن الثقيل.

## إحصائيات
خاض خلال مسيرته 46 نزالا، فاز في 23 وتعادل في 14 وخسر في 6. فاز بالضربة القاضية في 18 نزالا.

## روابط خارجية
- جورج غودفري على موقع بوكس ريك (الإنجليزية) (registration required)